# Перевищене регулювання
Перевищене регулювання або золочення — термін, який використовується для характеристики процесу, за допомогою якого повноваження директиви розширюються під час транспонування в національне законодавство країни-члена Європейської Унії.
В оперативному дослідженні, що стосується Європейського сільськогосподарського фонду розвитку сільських територій, Європейська комісія розглядає золочення як джерело втручання в результати політики, визначаючи золочення як «надлишок норм, вказівок і процедур, накопичених на національному, регіональному та місцевому рівнях, які заважають очікуваним політичним цілям, які мають бути досягнуті таким регулюванням». Бізнес- лобісти загалом виступають проти золочення, оскільки додаткове регулювання, як правило, підвищує витрати для бізнесу, але є кілька компаній, які можуть отримати від цього вигоду.
У разі перевищення регулювання Суд Справедливости справді має юрисдикцію тлумачити законодавство ЄУ, навіть якщо розглядувана справа безпосередньо не регулюється законодавством ЄУ.

## Приклади
Департамент бізнесу, інновацій та навичок Сполученого Королівства навів регламент агенційних працівників 2010 року як приклад перевищення регулювання в законодавстві ЄУ, оскільки воно надавало тимчасовим працівникам право на бонуси, пов’язані з продуктивністю, чого не було в початковому проєкті, який стосувався «права на таку саму оплату, як і постійний персонал».
В Італії золочення часто використовувалося як засіб проходження спірних заходів і забезпечення нижчого ступеня парламентського контролю, особливо в періоди слабкого уряду.[джерело?]

## Реформа
На Лісабонському саміті в березні 2000 року уряди ЄУ взяли на себе зобов’язання щодо програми дерегуляції, і, як наслідок, Європейська комісія підтримала більше заходів максимальної гармонізації в останні роки, які фактично забороняють золочення.
У Сполученому Королівстві коаліційна угода 2010 року містила зобов’язання припинити золочення; вихідні керівні принципи політики були завершені в червні 2011 року. Зокрема, вони передбачають, що все законодавство ЄУ переглядається кожні п’ять років «усіма департаментами... щоб переконатися, що вони впроваджують лише абсолютний мінімум правил, необхідних для дотримання». Принцип копіювання тексту європейських директив безпосередньо в законодавство Сполученого Королівства було прийнято в 2010 році разом із уникненням транспонування в законодавство Сполученого Королівства раніше дати, зазначеної у відповідній директиві, якщо не було «переконливих причин» для раннього впровадження. Раніше в 2006 році огляд практики золочення, проведений лордом Девідсоном із контролю якости, виявив, що деякі нормативно-правові акти ЄУ справді «виконувалися надмірно», але лорд Девідсон застеріг від простого «копіювання тексту директиви».